# Eksmatrykulacja
Eksmatrykulacja (łac. exmatriculare – „usunąć ze spisu”) – usunięcie osoby z grona studentów uczelni.
Powody eksmatrykulacji zapisane są w statutach uczelni. Zazwyczaj jest to niezaliczenie obligatoryjnego przedmiotu w wyznaczonym do tego terminie, plagiat pracy zaliczeniowej, nieuiszczenie opłaty za studia itp.